# Prärie-Rübe

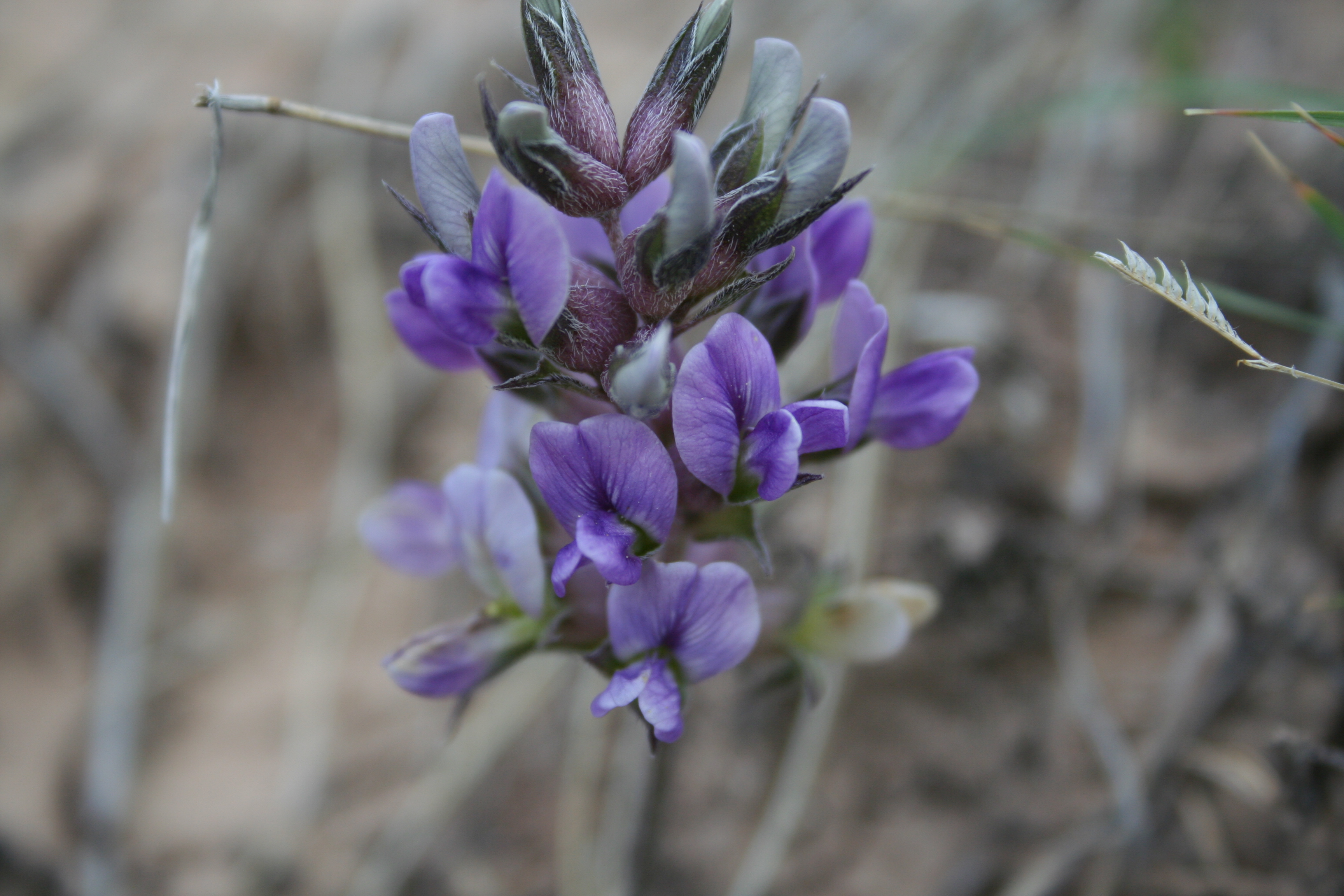
Blütenstand

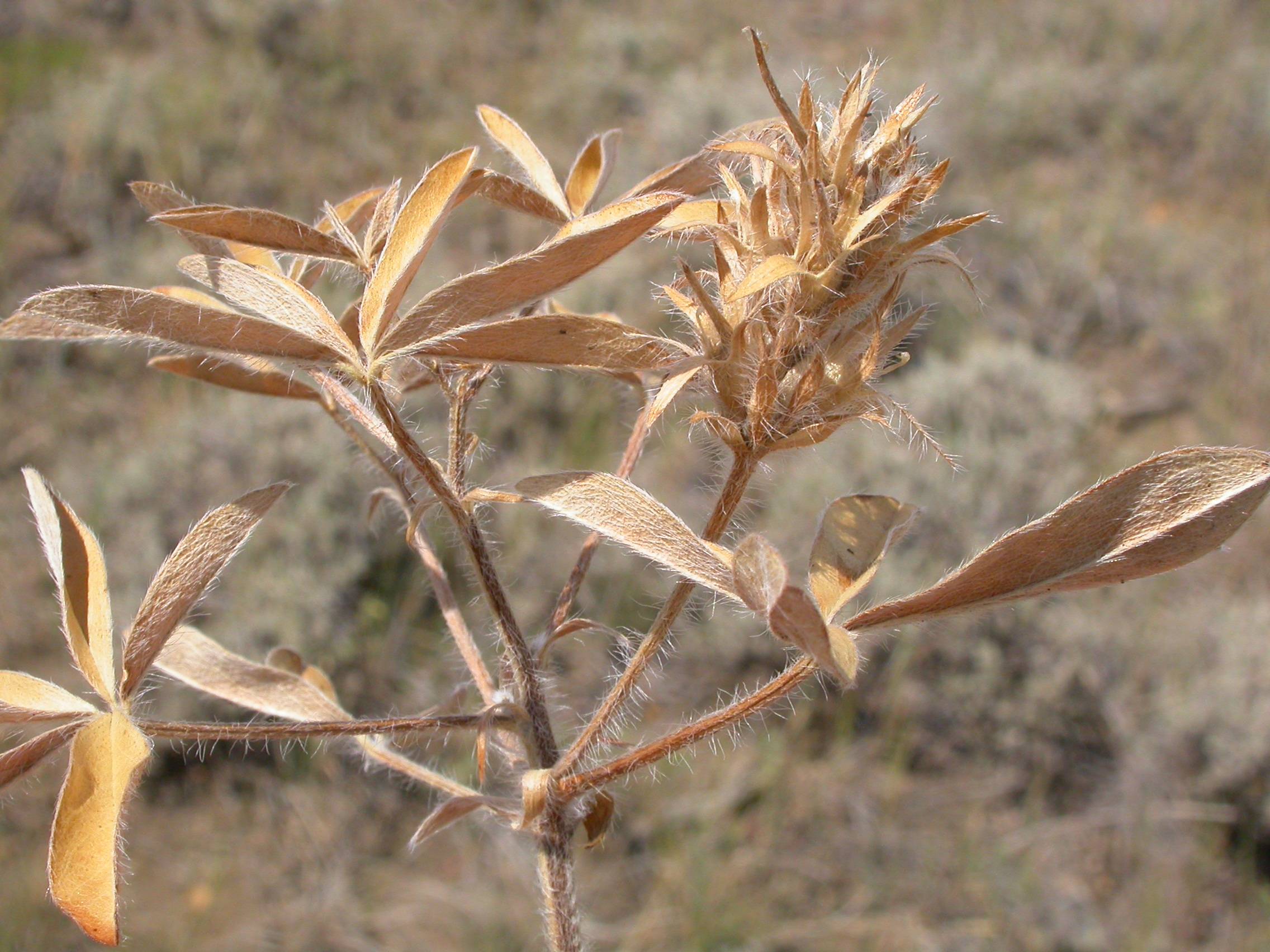
Fruchtstand

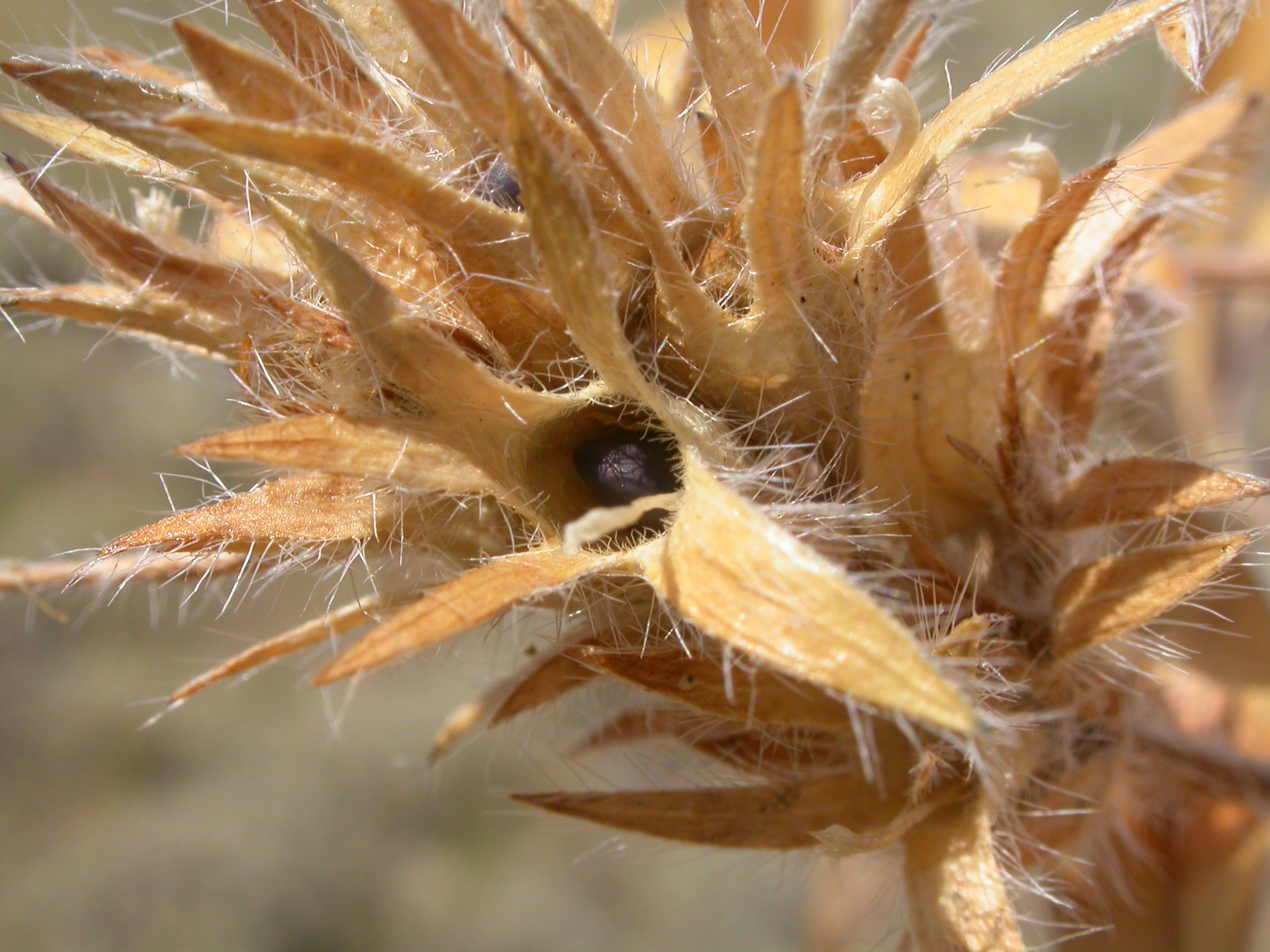
Freier Samen in der Frucht, der lange Schnabel und der obere Fruchtteil sind abgebrochen

Die Prärie-Rübe (Pediomelum esculentum, Syn.: Psoralea esculenta) ist eine lupinenähnliche Pflanzenart aus der Familie der Hülsenfrüchtler (Fabaceae). Sie ist eine Charakterart der Prärie, die in früheren Zeiten auch eine bedeutende Nutzpflanze darstellte, die von den Indianern sowie später auch von den ersten Siedlern wild geerntet wurde. Heutzutage spielt diese Leguminose nur noch in der Ernährung der Bewohner der Indianerreservationen  eine gewisse Rolle, allerdings wurde sie wohl auch schon verschiedentlich versuchsweise angebaut.

## Beschreibung
Die Prärie-Rübe ist ein niedriges, aufrechtes, mehrjähriges Kraut mit einem oder mehreren kräftigen Blütenstängeln, die ungefähr 15 bis 30 cm hoch werden. Die dicht abstehend behaarten Hauptstängel wachsen aus einer ei- bis spindelförmigen, knollig verdickten Wurzel empor, die bis zu ca. 5 cm Durchmesser erreichen kann und von einer dicken, braunen, etwas ledrigen Haut umhüllt ist.
Die wechselständigen, grünen, lang gestielten Laubblätter sind, ähnlich wie bei den Lupinen, handförmig zusammengesetzt und fünfzählig gefingert. Die abstehend behaarten Blattstiele sind bis 10 Zentimeter lang. Die kurz gestielten, ganzrandigen, (schmal) eiförmigen bis verkehrt-eiförmigen oder lanzettlichen, stumpfen bis spitzen, manchmal stachelspitzigen, oft leicht eingefalteten Blättchen sind bis 5–6 Zentimeter lang, sie sind bewimpert und unterseits dicht, lang behaart, oberseits ist nur die Mittelader behaart. Es sind größere, schmal-eiförmige und behaarte Nebenblätter ausgebildet.
Die fast sitzenden bis sitzenden, violetten bis purpurnen Schmetterlingsblüten stehen dicht gedrängt in achselständigen, kürzeren und dicht abstehend behaarten ährig-traubigen Blütenständen. Mit zunehmendem Alter verblassen die Blüten und nehmen eine lavendelartige Färbung an. Es sind bei den Blüten jeweils größere und haarige Tragblätter vorhanden. Der langspitzige, becherförmige Kelch ist außen langhaarig. Das Schiffchen ist kurz mit den Flügeln verwachsen. Die 10 Staubblätter sind diadelphisch. Die Blütenknospen sind ebenfalls stark behaart. Die Blüte ist von Mai bis Juni.
Die Früchte sind kleine, bis 7 Millimeter große und lang geschnäbelte, papierige Hülsenfrüchte im beständigen Kelch mit je einem lose liegenden, abgeflachten, bis 5–6 Millimeter großen, dunkelbraunen Samen. Da die oberirdischen Pflanzenteile bald nach dem Abblühen abwelken und dann sehr brüchig sind, wird der bis 2 Zentimeter lange Fruchtschnabel und die obere Fruchthälfte vom Wind abgerissen und so die Samen freigelegt, verbreitet.

## Besonderheiten
Dieser Schmetterlingsblütler hat nährstoffspeichernde Wurzelknollen, die früher einen wichtigen Dauerproviant der Prärie-Indianer darstellten und auch heute noch für die traditionelle Küche genutzt werden. Bei den Trappern war diese Knolle als Pomme blanche bekannt, im heutigen „Reservats-Englisch“ wird sie als Wild turnip oder einfach als Turnip bezeichnet.
Die kleinen Knollen werden nach der Blüte (aber noch vor dem Abbrechen der welken Pflanzen) ausgegraben, geschält und gegessen. Sie können roh oder gekocht verzehrt werden. Geschält sind sie weißlich hell. Getrocknet werden sie an ihren Wurzelsträngen geflochten, etwa wie Knoblauchketten, und können so lange aufbewahrt werden. Sie sind heute noch etwa im Trading-Post-Handel erhältlich. Der Geschmack ist etwas nussig, die Konsistenz mehlig und leicht klebrig.

## Verbreitung
Die Prärie-Rübe ist in den Präriebiotopen von Südkanada bis Oklahoma, über Wisconsin und das ganze Areal der Great Plains verbreitet, doch nie in dichten Vorkommen. Westlich ist die Prärie-Rübe bis nach Colorado und Montana zu finden. Bevorzugte Standorte sind Hügelhänge in der Prärie, im Tiefland ist sie selten zu finden.

## Weitere Namen
- Englisch: Wild turnip. Prairie turnip, Breadroot (scurfpea), Tipsin
- Lakota: thíŋpsiŋla (in etwa: ‚Prärie-Stärkeknöllchen‘)
- Dakota: thíŋpsiŋna